# Playa Carrillo
Playa Carrillo es una playa de Costa Rica situada en la península de Nicoya. Pertenece al pueblo de Puerto Carrillo, en la provincia de Guanacaste.

## Clima
Presenta un tipo de clima tropical. Al estar al noroeste del país tiene un clima más cálido y más seco que el del resto de Costa Rica. La temporada de lluvias va de abril a noviembre pero en esta parte del país suele ser un poco más corta y menos lluviosa.

## Características de la playa
Es una playa de arena blanca con servicios como aparcamiento y zona de merendero. Es famosa por ser una de las playas menos desarrolladas y más tranquilas de la región. Por las características del oleaje es una buena playa para familias, para nadar y para practicar deportes acuáticos como snorkel.

## Galardones
Playa Carrillo recibió la Bandera Azul Ecológica de 5 Estrellas otorgada por el Instituto Costarricense de Turismo que certifica la buena calidad del agua, la seguridad y la limpieza de la playa. También recibió la Estrella Dorada por su compromiso con el medioambiente y por evitar la contaminación del agua.